# Oktober
Oktober ali vinotok je deseti mesec v gregorijanskem koledarju.
Izvirno slovensko ime za oktober je vinotok, hrvaško je listopad, prekmursko pa vsesvéšček in tudi oktober. Staro slovensko ime za oktober je poleg vinotoka tudi kozoprsk. Zaradi nespodobnega pomena, saj pomeni parjenje koz, je prevladala oblika vinotok, ki povzema naravne zakone iz rastlinske pridelave. V 15. stoletju je kozoprsk zaznamoval november, a ga je Primož Trubar sredi 16. stoletja določil za mesec oktober.
V Rimskokatoliški cerkvi je mesec posvečen rožnovenski Materi božji.

## Prazniki in obredi
- 2. oktober - praznik angelov varuhov (Rimskokatoliška cerkev)
- 5. oktober - svetovni dan učiteljev
- 7. oktober -  praznik Rožnovenske Matere božje (Rimskokatoliška cerkev)
- 15. oktober - mednarodni dan bele palice
- 17. oktober - svetovni dan boja proti revščini
- 24. oktober - dan Organizacije združenih narodov
- 25. oktober - dan suverenosti (Slovenija)
- 31. oktober - dan reformacije (Slovenija)